# Пенами

Бензилпеніцілін, приклад пенаму.

Пенами (англ. penams) — природні та синтетичні антибіотики, які містять 4-тіа-1-азабіцикло[3.2.0]гептан-7-онову структуру, в загальному вважаються, що вони мають 5R конфігурацію, якщо не вказана інша. Нумерація пенамного скелета відрізняється від Байєрівського для біциклічної системи (на наведеній структурі відмінності зазначені в круглих дужках).